# Morgen (Ronnie Tober)
Morgen is een single van Ronnie Tober. Het is een vastlegging van de Nederlandse inzending voor het Eurovisiesongfestival 1968, dat in Londen werd gehouden. Tober had er al vijftien singles op zitten, toen hij meedeed aan het Nationaal Songfestival 1968 en daar als winnaar uit tevoorschijn kwam.
Morgen is geschreven door Joop Stokkermans (al eerder te bewonderen in de reeks songfestivals) en Theo Strengers. Morgen is voor zover bekend het enige liedje waarvoor Strengers de tekst schreef. Hij was van origine reclameman van onder meer Douwe Egberts. De slogan En dan is er koffie (uit de reclame) is van hem afkomstig. Later was hij betrokken bij Het Parool. Het arrangement was dit keer van Jack Bulterman, gespeeld door zijn eigen orkest. Zoals destijds gebruikelijk gaf Dolf van der Linden leiding aan het orkest van/tijdens het Eurovisiesongfestival.
Opnieuw werd het Nederlandse optreden tijdens het festival geen succes. Tober werd zestiende in een veld van zeventien deelnemers. Het Spaanse La, la la van Massiel won. De tweede plaats was weggelegd voor Cliff Richards Congratulations. Morgen werd dan ook geen hit in Nederland. Het lag kennelijk aan het nummer, want van de elpee Ronnies Songparade waar het op verscheen moesten twee persingen aangemaakt worden.
De B-kant Die ouwe pianola is een lied geschreven door Ad van der Gein en Wim van Dam, beiden van het Cocktail Trio.
Morgen verscheen even later ook als Someday via Decca Records op de Engelse markt, aangevuld met B-kant I feel like crying van Tonny Eyk en Gerrit den Braber alias Lodewijk Post. Beide nummers waren vertaald door M. Stellman.
1956: De vogels van Holland / Voorgoed voorbij · 1957: Net als toen · 1958: Heel de wereld · 1959: 'n Beetje · 1960: Wat een geluk · 1961: Wat een dag · 1962: Katinka · 1963: Een speeldoos · 1964: Jij bent mijn leven · 1965: 't Is genoeg · 1966: Fernando en Filippo · 1967: Ring-dinge-ding · 1968: Morgen · 1969: De troubadour · 1970: Waterman · 1971: Tijd · 1972: Als het om de liefde gaat · 1973: De oude muzikant · 1974: Ik zie een ster · 1975: Ding-a-dong · 1976: The party's over · 1977: De mallemolen · 1978: 't Is O.K. · 1979: Colorado · 1980: Amsterdam · 1981: Het is een wonder · 1982: Jij en ik · 1983: Sing me a song · 1984: Ik hou van jou · 1986: Alles heeft ritme · 1987: Rechtop in de wind · 1988: Shangri-la · 1989: Blijf zoals je bent · 1990: Ik wil alles met je delen · 1992: Wijs me de weg · 1993: Vrede · 1994: Waar is de zon · 1996: De eerste keer · 1997: Niemand heeft nog tijd · 1998: Hemel en aarde · 1999: One good reason · 2000: No goodbyes · 2001: Out on my own · 2003: One more night · 2004: Without you · 2005: My impossible dream · 2006: Amambanda · 2007: On top of the world · 2008: Your heart belongs to me · 2009: Shine · 2010: Ik ben verliefd (sha-la-lie) · 2011: Never alone · 2012: You and me · 2013: Birds · 2014: Calm after the storm · 2015: Walk along · 2016: Slow down · 2017: Lights and shadows · 2018: Outlaw in 'em · 2019: Arcade · 2020: Grow · 2021: Birth of a new age · 2022: De diepte · 2023: Burning daylight · 2024: Europapa